# بيتا هندي
بيتا هندي أو بيتا قصير الذيل (الاسم العلمي: Pitta brachyura) (بالإنجليزية: Indian Pitta)‏ هي نوع من الطيور تتبع جنس البيتا من فصيلة طيور البيتا. هو نوع من الطيور الجواثم متوسطة الحجم. ويولد أساسا في جبال الهيمالايا الفرعية وفي فصل الشتاء في جنوب الهند وسريلانكا. وتوجد هذه الطيور في شجيرات كثيفة، وغالبا ما تكتشف بسهولة أكثر من خلال أصواتها.